# Portland Trail Blazers 1974-1975
La stagione 1974-75 dei Portland Trail Blazers fu la 5ª nella NBA per la franchigia.
I Portland Trail Blazers arrivarono terzi nella Pacific Division della Western Conferencecon un record di 38-44, non qualificandosi per i play-off.

## Roster
| N° | Naz.                   | Ruolo | Sportivo      | Anno | Alt. | Peso |
| -- | ---------------------- | ----- | ------------- | ---- | ---- | ---- |
| 4  | Stati Uniti (bandiera) | A     | Greg Smith    | 1947 | 196  | 88   |
| 10 | Stati Uniti (bandiera) | G     | Phil Lumpkin  | 1951 | 183  | 75   |
| 15 | Stati Uniti (bandiera) | GA    | Larry Steele  | 1949 | 196  | 82   |
| 17 | Stati Uniti (bandiera) | G     | Lenny Wilkens | 1937 | 185  | 82   |
| 21 | Stati Uniti (bandiera) | AC    | Sidney Wicks  | 1949 | 203  | 102  |
| 27 | Stati Uniti (bandiera) | A     | John Johnson  | 1947 | 201  | 91   |
| 32 | Stati Uniti (bandiera) | AC    | Bill Walton   | 1952 | 211  | 95   |
| 33 | Stati Uniti (bandiera) | G     | Dan Anderson  | 1951 | 188  | 84   |
| 35 | Stati Uniti (bandiera) | C     | LaRue Martin  | 1950 | 211  | 94   |
| 36 | Stati Uniti (bandiera) | AC    | Lloyd Neal    | 1950 | 201  | 102  |
| 40 | Stati Uniti (bandiera) | A     | Barry Clemens | 1943 | 198  | 95   |
| 45 | Stati Uniti (bandiera) | G     | Geoff Petrie  | 1948 | 193  | 86   |

## Staff tecnico
- Allenatore: Lenny Wilkens
- Vice-allenatore: Tom Meschery